# Namedropping
Namedropping (von Englisch dropping = fallen lassen) bezeichnet ursprünglich das Verhalten, durch die ständige Nennung prominenter Namen den Anschein zu geben, die genannten Personen wirklich zu kennen. Peter Collett bezeichnet das Namedropping als das wichtigste Mittel neben dem place dropping und dem experience dropping, um einen erfolgreichen Versuch zur Aufwertung des sozialen Status zu starten: „[Es] bedient das uns allen gemeinsame Bedürfnis, übereinstimmender Meinung zu sein.“ Denn der im Gespräch vermittelte berühmte Name suggeriert dem Gegenüber, dass dieser Namensinhaber ihm auch gewogen erscheint.

## In der Wissenschaft
Im weiteren Gebrauch bezeichnet Namedropping ein Verhalten im (wissenschaftlichen) Diskurs, bei dem das bloße Nennen von bekannten Namen an die Stelle einer inhaltlichen Begründung des eigenen Standpunktes tritt. Ziel des Verwenders ist es, die eigene Argumentation zu unterstützen und das Gewicht der eigenen Argumente zu stärken, indem die Fachkompetenz Dritter ohne weiteren inhaltlichen Bezug zu deren Werk in Anspruch genommen wird (siehe auch argumentum ad verecundiam). Ein zweiter Aspekt ist dabei der, dass das mangelnde eigene Wissen hinter dem der in Anspruch genommenen Autoritäten zurücktritt. Außerdem soll dem Gegenüber ein Gefühl der eigenen Überlegenheit durch den in Anspruch genommenen Wissensvorsprung vermittelt werden. Besonders gerne wird Namedropping zum Beispiel in den Danksagungen sozialwissenschaftlicher Nachwuchsarbeiten verwendet, um den vermeintlichen Rang der Arbeit zu betonen.
Göran Hägg ergänzt es noch um den Begriff der Pseudoverifikation, der es seit den 1970er Jahren in die Medienwelt geschafft habe: „Schon ein flüchtiges Erwähnen von Wittgenstein oder Platon macht die meisten Leute so nervös, daß sie nicht mehr wagen, etwas gegen die Überlegung selbst einzuwenden.“
In einem Ratgeber zur Technik wissenschaftlichen Arbeitens findet man folgenden wohlgemeinten, jedoch allzu selten befolgten Rat: „Ahmen sie das namedropping, wie das bloße Verweisen auf (zumeist nicht oder nur oberflächlich) gelesenes Schrifttum genannt wird, dieses Imponiergehabe, das von uns Hochschullehrern leider allzu oft praktiziert wird, nicht nach. Auch einfache Verweigerungen gehören zum Studium und seinem Lernen.“
Eine weitere Variante des Namedroppings wird im englischen Sprachraum mit Physics envy bezeichnet. Sie besteht in der ungerechtfertigten Verwendung von physikalischen und mathematischen Fachausdrücken in nicht naturwissenschaftlichen Fachgebieten. Ziel dabei ist es, den Eindruck zu erwecken, die jeweilige eigene Theorie sei ebenso fundiert und rigoros wie z. B. physikalische Theorien. Ein Beispiel hierfür ist die sogenannte „psychologische Feldtheorie“, die in dem als Sokal-Affäre bekannt gewordenen Scherz des Physikers Alan Sokal aufgegriffen wurde.

## Im Marketing
In Bezug auf Marketingaktivitäten bezeichnet der Begriff den Vorgang, den Namen des Produktes, der Marke oder des Unternehmens bei jeder passenden oder unpassenden Gelegenheit zu wiederholen, um deren Bekanntheitsgrad zu erhöhen. Gemeint ist aber auch, ein Produkt mit einer bestimmten Person oder Marke in Verbindung zu setzen, um den Bekanntheitswert des Produktes zu erhöhen. Die Prominenz der Person oder Marke soll dabei signalisieren, dass das Produkt besonders attraktiv oder wichtig ist.
Berufsratgeber aller Art und für jede Zielgruppe versuchen ihrer jeweiligen Klientel Namedropping als Mittel zur Suggestion von Kompetenz und Selbstbewusstsein im Vertrieb und Marketing anzuraten. Manchmal wird Namedropping lediglich zur Erweiterung sozialer Netzwerke genutzt, indem der Name des Geschäftspartners beliebig oft eingestreut wird.

## In der Kunst
Die Konzeptkünstlerin Antje Seeger brachte im Jahr 2014 auf einer Außenwand des Ausstellungsgebäudes K20 der Kunstsammlung Nordrhein-Westfalen in Düsseldorf, auf der Künstler und ihre Ausstellungen angekündigt und beworben werden, in gleicher Schriftart wie die Ankündigungen folgenden zusätzlichen vermeintlichen Programmpunkt an: Antje Seeger – Namedropping / seit 02.07.2014. Das Kunstmuseum, das von dieser Aktion zunächst nichts gewusst und sie nicht autorisiert hatte, entschied sich, den Zusatz stehen zu lassen. Allerdings ergänzt durch einen gelben Aufkleber mit der widersinnigen Aufschrift Verlängert bis 26.01.2014.